# Карабин Шарпса
Караби́н Ша́рпса (англ. Sharps rifle) — карабин системы Кристиана Шарпса калибра .52. Использовал скобу Спенсера. При её опускании затвор открывал зарядную камору, куда вставлялся патрон, который имел вначале бумажную гильзу, а позднее — металлическую.

## История
Кристиан Шарпс запатентовал своё оружие в 1848 году; с 1850 года оно стало производиться различными фабриками.

## Затвор винтовки Шарпса
С 1866 года замок и камора были модернизированы, чтобы переделать винтовку с бумажного под металлический патрон .50-70 Government с центральным капсюлем-воспламенителем.

## Галерея

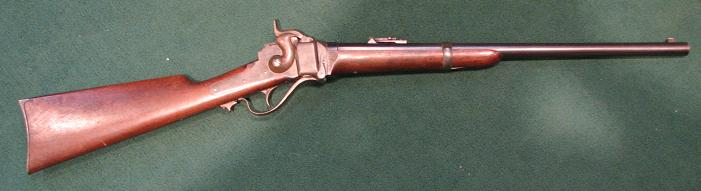
Original 1863 carbine in .50-70 Government.
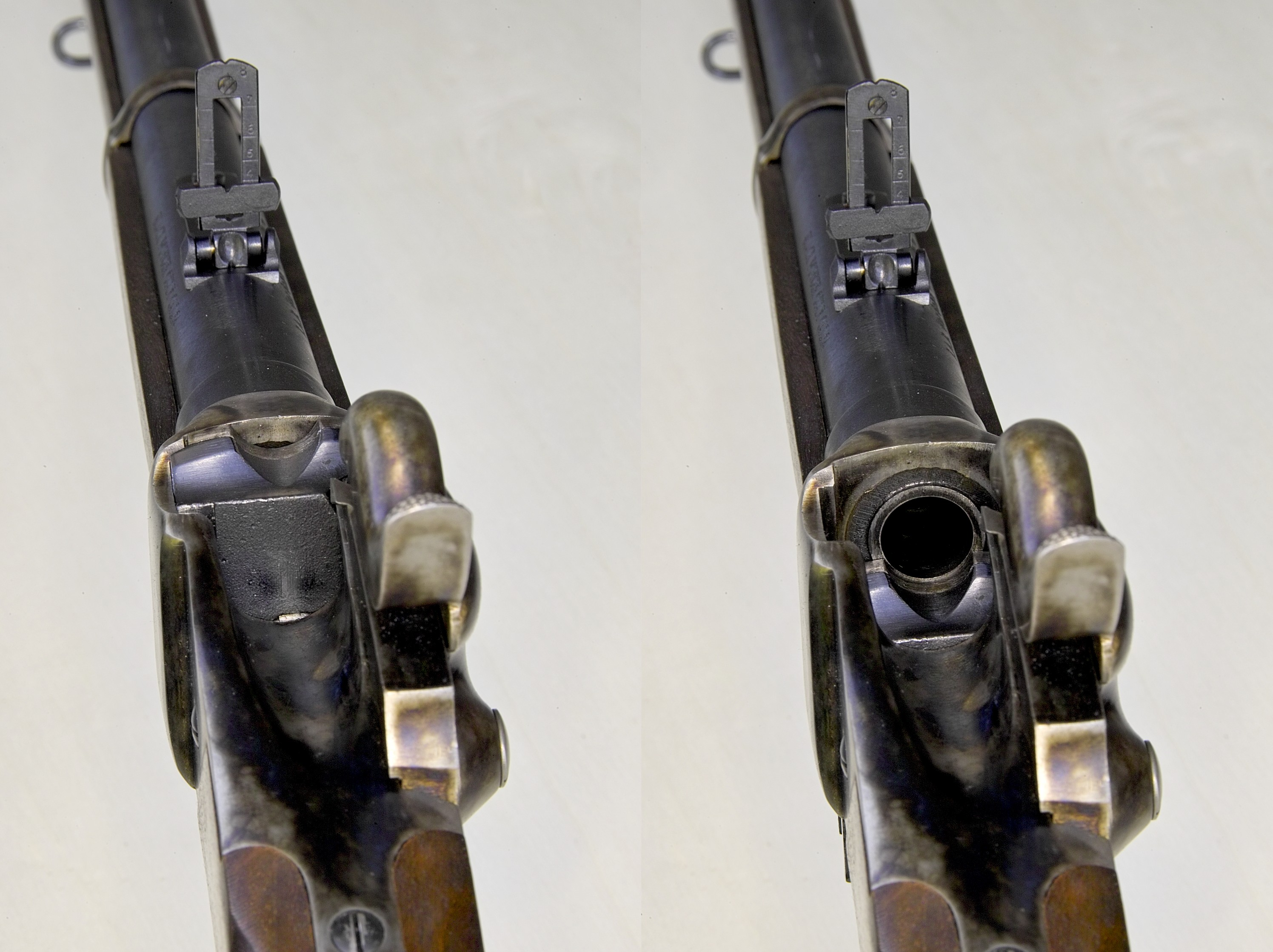
Затвор винтовки Шарпса. Слева — затвор закрыт, справа — открыт. Досылание патрона и извлечение стреляной гильзы (в позднем варианте под патрон с металлической гильзой) осуществлялось стрелком вручную. Прорыв пороховых газов исключался за счёт пружинной пластинки с коническим отверстием (просматривается на левой фотографии).
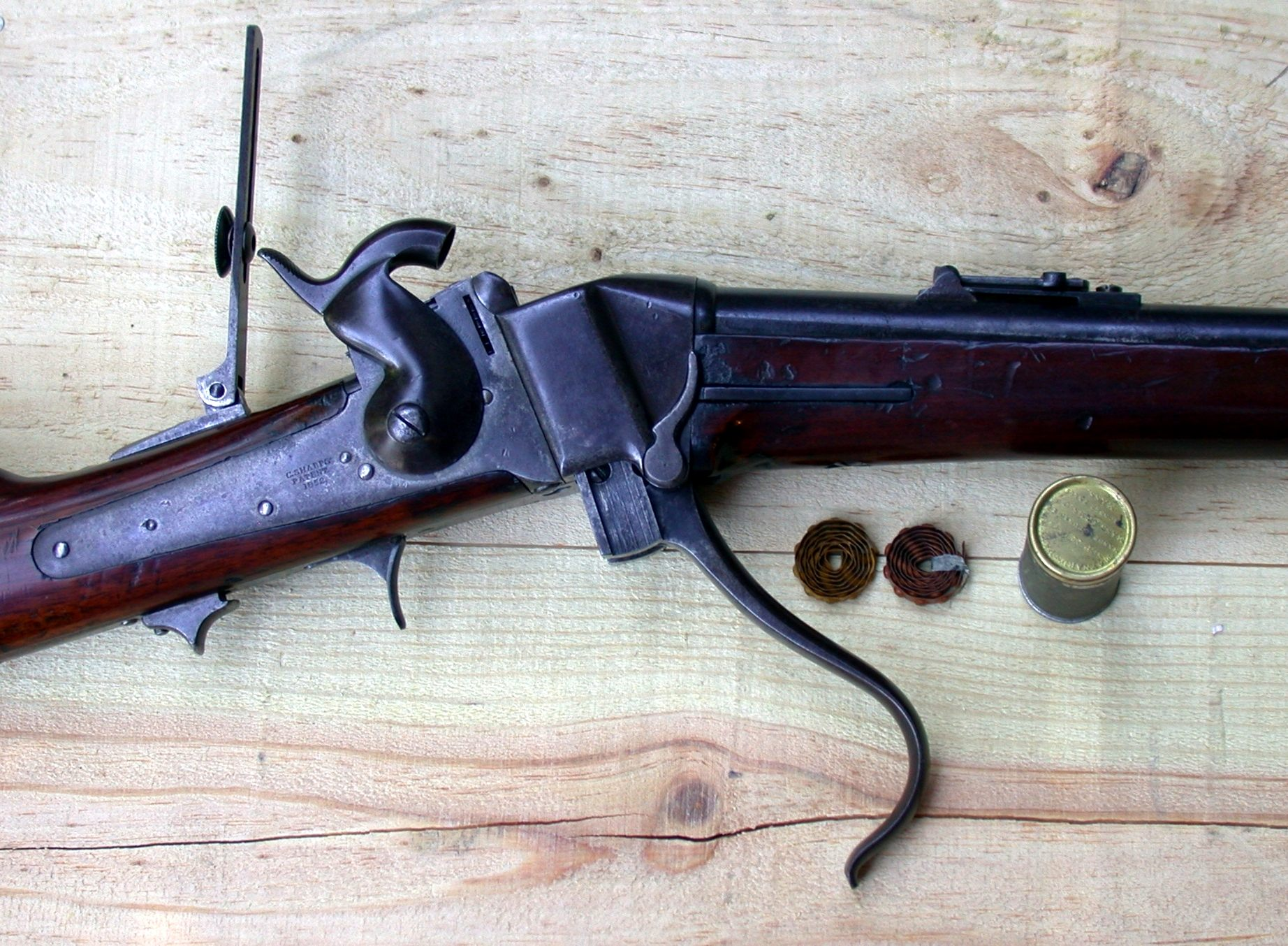
Винтовка Шарпса, клиновый затвор открыт, виден рычаг, управляющий его движением. Справа-снизу — капсюльная лента для приспособления Майнарда, автоматически подающего «лепёшки» ударно-воспламеняющего состава к запальной трубке.

## Закупки
Применялся в гражданской войне в США. На начальном этапе, в первые полгода войны, федеральное правительство закупило 1992 карабина.
Им были вооружены шарпшутеры и снайперы.

## Послевоенное применение
Карабин был популярен у первопроходцев и переселенцев в эпоху покорения Дикого Запада.
В 1882 году компания Шарпса прекратила деятельность, но оружие этой системы ещё долго оставалось на руках у людей и активно использовалось. За все время производства оружия у Шарпса было закуплено 80 512 карабинов и 9141 винтовка.
В 1874 году из карабина Шарпса с расстояния 1538 ярдов (около 1406 м) Билл Диксон попал в воина-индейца, что для того времени было незаурядной дальностью стрельбы.